# 乌戈·科雷斯
乌戈·科雷斯·佩雷斯（西班牙語：Hugo Cores Pérez；1937年11月7日—2006年12月6日）是乌拉圭的一位有影响力的政治活动家和自由意志社会主义者。他出生在阿根廷布宜诺斯艾利斯，童年时移居乌拉圭。1975年，在乌拉圭文人-军事独裁时期，他创建人民胜利党。1984年，科雷斯加入广泛阵线。独裁统治结束后，广泛阵线主席塔瓦雷·巴斯克斯任命科雷斯为广泛阵线的政治书记，他在1989年—1993年担任这一职务。2006年，乌戈·科雷斯在乌拉圭首都蒙得维的亚因心脏病发作去世，享年69岁。